# 桜任蔵
桜 任蔵（さくら じんぞう／にんぞう、文化9年〈1812年〉 - 安政6年7月6日〈1859年8月4日〉）は、幕末の武士。水戸藩士で、尊皇攘夷運動家。
名は真金。幼名は一雄。号は月波。藤田東湖に入門し、任蔵と名乗る。村越芳太郎などの変名がある。本姓は小松崎。

## 人物
江戸において、撃剣家・金子健四郎の旧道場を住居とし、『大日本史』の印刷・製本を引き受けていた。
安政の大獄のおり、任蔵は大坂へ逃れ、妻・春子と子・欽一郎は勝下村の小沼秀実（のちの田口秀実）宅にかくまわれる。大坂で病没、享年48。